# The Chase (film, 2013)
Ne doit pas être confondu avec The Chaser (film).
Pour les articles homonymes, voir The Chase.
Pour plus de détails, voir Fiche technique et Distribution.
The Chase : Toujours plus vite (Combustión) est un film espagnol réalisé par Daniel Calparsoro, sorti en 2013.

## Synopsis
Mikel rencontre Ari qui le pousse à participer à des courses de rue illégales.

## Fiche technique
- Titre : The Chase
- Titre original : Combustión
- Réalisation : Daniel Calparsoro
- Scénario : Daniel Calparsoro, Carlos Montero et Jaime Vaca
- Photographie : Daniel Aranyó
- Montage : Antonio Frutos et David Pinillos
- Production : Mercedes Gamero et Francisco Ramos
- Société de production : Antena 3 Films, Canal+ España, La Sexta et Zeta Audiovisual
- Pays :  Espagne
- Genre : Action, aventure, fantastique et thriller
- Durée : 99 minutes
- Dates de sortie : 
  -  Espagne : 26 avril 2013
  -  France : 4 septembre 2013 (vidéo)

## Distribution
- Adriana Ugarte : Ari
- Alberto Ammann (VF : Joël Zaffarano) : Navas
- Álex González (VF : Anatole de Bodinat) : Mikel
- Luis Zahera : le détective
- Juan Pablo Shuk : Argentino
- Marta Nieto (VF : Aurélie Fournier) : Carla
- Christian Mulas (VF : Hervé Grull) : Nano
- María Castro : Julia

## Distinctions
Le film a été présenté en sélection officielle au Festival du cinéma espagnol de Malaga.